# Saal (district)
Districtul Saal este un district rural (Landkreis) din landul Saxonia-Anhalt, Germania. 